# Lüllingen
Lüllingen is een woonkern van de gemeente Geldern in Duitsland. Het plaatsje ligt enkele kilometers ten zuiden van Kevelaer in de Nederrijnregio en is met 858 inwoners (2005) wat betreft de bevolkingsomvang het kleinste gemeentedeel van Geldern.
Lüllingen werd in 1090 en 1120 voor het eerst in oorkondes genoemd in verband met inkomsten van het Stift Kaiserwerth "in lollengen". Tot 1 juli 1969 maakte het dorp deel uit van Walbeck, waarna beide plaatsjes, samen met Kapellen, Pont, Veert en Vernum (met Hartefeld) werden opgenomen in de gemeente Geldern.
De economische activiteit bestaat grotendeels uit tuinbouw (bloementeelt en asperges) en agrarische bedrijven (melkvee).

## Bezienswaardigheden

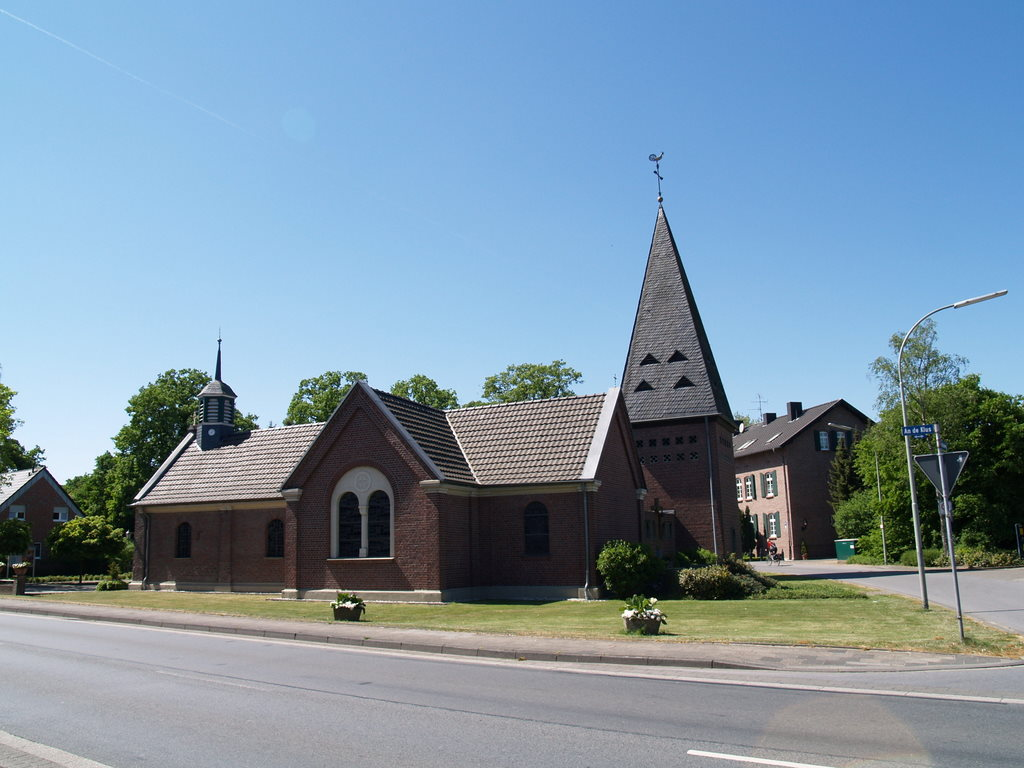
De Sint-Rochuskapel

- De Sint-Rochuskapel, 'An de Klus'. Dit is een kleine kapel uit 1747 van baksteen, die in 1921 in neoromaanse stijl uitgebouwd werd. Binnen bevindt zich een bijna levensgrote Sint-Rochus-figuur uit de 18e eeuw.
- Kapel in Geniel; dit is een kleine bakstenen kapel uit 1655. Eerste vermeldingen van een Capella in Nyll dateren uit ongeveer 1500. Binnen bevindt zich een altaarstuk uit 1926 geschilderd in olieverf door Mathias Boers. Het betreft een voorstelling van Sint-Antonius voor de met een varken voor de Kapel van Geniel.
- Overige gemeentelijke monumenten zijn de voormalige melkfabriek (Genieler Strasse 1) en het voormalige grenswachtershuis aan de Rochusweg 4-6.

Aengenesch · Geldern · Hartefeld · Kapellen · Lüllingen · Pont · Veert · Vernum · Walbeck